# Conus baldichieri
Espèce
Conus baldichieri est une espèce fossile de mollusques gastéropodes marins de la famille des Conidae.

## Taxonomie

### Publication originale
L'espèce Conus baldichieri a été décrite pour la première fois en 1820 par le malacologiste, minéralogiste et géologue Italien Stefano Borson (1758-1832) dans « Memorie della Reale Accademia delle Scienze di Torino »,.